# Гері Леонард Міллс
Гері Леонард Міллс (англ. Gary Leonard Mills, 20 травня 1981, Шеппі —— англійський футболіст, гравець Лінкольн Сіті

## Кар'єра

### Рашден енд Деймондс
Міллс почав кар'єру уРашден енд Деймондс у 1999 році спочатку як стажер. Його дебют за клуб відбувся у віці 18 років 28 серпня 1999 року у переможному для клубу матчу проти Саттон Юнайтед. У сезоні 1999-00 гравець провів 16 матчів, з них 8 — у стартовому складі.
Наступний сезон Міллс допоміг команді добитися підвищення у Футбольну лігу, вигравши Конференцію.
Попри прогнозовану боротьбу за виживання, рашденці ледь не вийшли до фіналу плей-офф дивізіону 3, поступившись Челтнем Таун. Протягом цього часу Міллса використовували у крайніх випадках, унаслідок чого він зіграв 9 матчів.
Діамантові продовжували просуватися у лізі і наступного сезону добилися підвищення у класі. Міллс зарекомендував себе як першокласний півзахисник, провівши за клуб 30 ігор у лізі. Так само 30 ігор гравець провів у наступній кампанії, щоправда клуб мав менший успіх, знову вилетівши до дивізіону 3. Щоправда, Міллс забив свій перший гол за команду, зробивши внесок у перемогу 2-1 над Транмер Роверз.
11 вересня 2004 Міллс травмував щиколотку у матчі чемпіонату проти Оксфорд Юнайтед, що призвело до пропуску ним решти кампанії 2004-05.
Після успіху, яким Міллс насолоджувався на початку кар'єри, настав період невдач. Рашден вилетів до Конференції у наступному сезоні. 20 квітня 2006 року він залишив Нене Парк, розірвавши контракт за взаємною згодою сторін через відсутність ігрової практики з лютого.
А через 9 днів рашденці залишили Футбольну лігу.

### Кроулі Таун
10 серпня 2006 року Міллс приєднався до клубу-учасника Конференції Кроулі Таун, хоча перед цим він не зміг закріпитися у складі Йовіл Таун, який грає у Першій лізі. За 6 місяців Міллс залишив клуб, за який відіграв 21 матч.

### Повернення у Рашден
Міллс повернувся до Рашдена 9 січня 2007 року на умовах короткотермінового контракту. Незважаючи на численні зміни тренерів, Міллс став незмінним гравцем основного складу, провівши 17 матчів, що залишилися у сезоні. Рашденці фінішували у середині таблиці. Тренер Рашдена Гаррі Хілл не продовжив з ним контракт і в травні 2007 Міллс покидає команду.

### Тамуорт
25 травня 2007 року Міллс підписав контракт з ішим учасником Конеренції Тамуортом, очолюваним його тезкою.
24 жовтня 2007 між тренером та Міллсом виникла суперечка. Тренер звинуватив гравця у недисциплінованості та недостатній старанності, що призвела до вильоту гравця з основного складу. Натомість Міллс неодноразово називав Тамуорт найгіршим клубом за всю кар'єру. ."

### Кеттерінг Таун
Після неприємного розриву з Тамуортом, Міллс починає перемовени з клубом Кеттерінг Таун, учасником Північної Конференції. Через три дні він укладає з клубом контракт. Його 2 голи у 27 матчах допомогли клубу вийти до Національної Конференції з 97 очками, однак контракт з ним не було поновлено.

### Стівенідж
13 травня 2008 року Міллс підписує контракт з Стівеніджем, очолюваним Гремом Вестлі, знайомим Міллсу за Рашденом.
.
На регулярній основі Міллс відіграв за команду 37 матчів, включаючи перемогу Стівеніджа у Трофеї Асоціації над Йорк Сіті

### Мансфілд Таун
26 травня 2009 Міллс розірвав контракт зі Стівеніджем та підписав двохрічний контракт з Мансфілд Таун/

### Форест Грін Роверз
У жовтні 2010 року Міллс перейшов у молодіжну команду Форест грін Роверз на умовах місячної оренди. За цей час Міллс зіграв за Форест Грін двічі.

### Третій строк у Рашдені
У січні 2011 після припинення контракту з Мансфілдом, Міллса викупив тренер Рашдена Джастін Единбург для третього строку у клубі.

### Бат Сіті
Міллс став гравцем Бат Сіті у травні 2011, підписавши річний контракт Щоправда, він змушений був залишити клуб у вересні через часті відрядження з Нортхемптона, де в той час служив Міллс

### Нанітон Таун
Залишивши Бат, Міллс став гравцем команди-учасниці Конференції Нанітон Таун.
У жовтні Міллс отримав пошкодження колінного суглоба та вибув з гри на три місяці. 13 травня 2012 року Міллс зіграв у переможному матчі плей-офф Північної Конференції, який гарантував клубу місце у Національної Конференції/

### Лінкольн Сіті
21 травня 2012 року було оголошено, що Гері підписав контракт з Лінкольн Сіті та став його капітаном

## Досягнення
Рашден енд Даймондс'
- Національна Конференція: переможець: 2000-01
- Друга футбольна ліга переможець: 2002-03

Кеттерінг Таун
- Північна Конференція переможець: 2007-08

Стівенідж
- Трофей Футбольної асоціації переможець: 2008-09